# Sète
Sète é uma comuna francesa, no departamento de Hérault, localizada na Região de Occitânia. É chamado porta para o mar do Mediterrâneo, por ser aqui que termina o Canal du Midi. Tem uma população de aproximadamente 40.220 habitantes. 

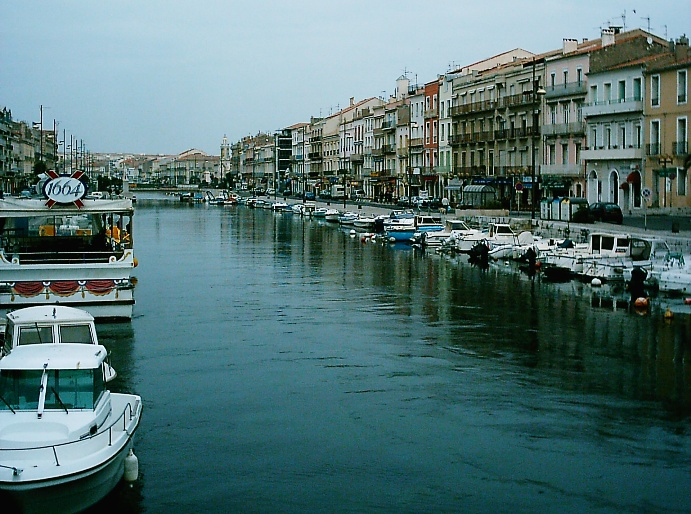
Sète.